# Thoát vị đĩa đệm
Thoát vị đĩa đệm là tình trạng nhân nhầy đĩa đệm cột sống thoát ra khỏi vị trí bình thường trong vòng sợi chèn ép vào ống sống hay các rễ thần kinh sống và có sự đứt rách vòng sợi gây nên hội chứng thắt lưng hông điển hình. Thoát vị đĩa đệm cột sống xảy ra khi nhân keo của đĩa đệm thoát ra ngoài và chèn ép vào rễ thần kinh, tủy sống, hay nói cách khác nó là tình trạng đĩa đệm bị ép lồi ra khỏi vị trí bình thường, giữa các đốt sống. Thoát vị đĩa đệm thường tập trung ở các dạng chính là thoát vị đĩa đệm đốt sống cổ và thoát vị đĩa đệm đốt sống thắt lưng, thoát vị đĩa đệm mất nước, thoát vị đĩa đệm đa tầng, sau bên...
Thoát vị đĩa đệm là căn bệnh rất phổ biến trong đó thoát vị đĩa đệm cột sống là một nguyên nhân phổ biến gây đau cột sống cổ, cột sống thắt lưng cũng như đau chân tay. Tại Mỹ, hằng năm có khoảng 2 triệu người phải nghỉ việc do đau thắt lưng, với chi phí điều trị lên tới 21 tỷ đô-la, ở Việt Nam có tới 17% người trên 60 tuổi bị mắc chứng đau lưng Bệnh xảy ra ở khoảng 30% dân số, hay gặp ở lứa tuổi lao động từ 20 - 55 tuổi. Ngoài ra, thoát vị đĩa đệm nhiều tầng một bệnh lý lâm sàng rất phức tạp, đa dạng, nhất là trường hợp khối lượng thoát vị quá to gây chèn ép tủy sống và hội chứng đuôi ngựa.

## Triệu chứng
Thoát vị đĩa đệm gây nên các cơn đau thắt lưng với các triệu chứng nhức, tê lan dọc từ thắt lưng xuống mông và chân, hay đau từ vùng cổ - gáy lan ra hai vai và xuống các cánh tay, bàn tay… khiến người bệnh rất khó chịu, đau đớn. Ngoài ra, đau cột sống và đau rễ thần kinh là các triệu chứng nổi bật nhất của bệnh. Đau thường tái phát nhiều lần, mỗi đợt kéo dài khoảng 1-2 tuần, sau đó lại khỏi bệnh. Có khi đau âm ỉ nhưng thường đau dữ dội, đau tăng khi ho, hắt hơi, cúi. Ngoài ra còn có cảm giác kiến bò, tê cóng, kim châm tương ứng với vùng đau. Dần dần, đau trở nên thường xuyên, kéo dài hàng tháng nếu không được điều trị. Tuỳ theo vị trí đĩa đệm thoát vị có thể có các triệu chứng đặc trưng. 
- Khi bị thoát vị đĩa đệm đốt sống cổ, người bệnh có biểu hiện đau vùng gáy, vai. Đau, tê, mất cảm giác từng vùng ở cả tay, cổ tay, bàn tay. Giảm cơ lực tay. Các hiện tượng đau, nhức, tê tăng lên hay giảm xuống theo cử động cổ tay... Ngoài ra, bệnh nhân còn bị giảm khả năng vận động vùng cổ như: Cổ khó xoay ngang, cúi xuống - ngửa lên,... Xuất hiện những cơn đau lan lên đầu gây đau đầu, choáng váng. Nhất là với những người bị thoát vị đĩa đệm cột sống cổ c5,c6.
- Khi bị thoát vị đĩa đệm đốt sống thắt lưng thì gây đau vùng thắt lưng và triệu chứng đau thần kinh liên sườn: cảm giác đau tăng khi nằm nghiêng, ho và đại tiện. Bệnh nhân sẽ thấy đau vùng cột sống lưng, lan theo hình vòng cung ra phía trước ngực, dọc theo khoang liên sườn. Đau, tê, mất cảm giác từng vùng ở mông, chân, bàn chân, trường hợp nặng có thể bị liệt. Ngoài ra bệnh nhân còn bị chế cử động cột sống: không còn khả năng ưỡn của thắt lưng, không cúi được xuống thấp… Bệnh nhân sẽ thấy đau thắt lưng cấp hay mạn tính, đau thần kinh tọa, đau thần kinh đùi bì. Người bệnh có tư thế ngay lưng hay vẹo về một bên để chống đau, cơ cạnh cột sống co cứng. Có trường hợp đau rất dữ dội và người bệnh phải nằm bất động về bên đỡ đau.

## Nguyên nhân
Cơ chế thoát vị đĩa đệm như sau: Bình thường đĩa đệm nằm ở khe giữa hai đốt sống, có lớp vỏ sợi bọc nhân nhày ở trung tâm (nhân tủy). Nhờ tính đàn hồi, đĩa đệm làm nhiệm vụ như một bộ phận giảm xóc, bảo vệ cột sống khỏi bị chấn thương. Nếu có một lực tác động mạnh vào cột sống (chấn thương, gắng sức...), nhân nhày có thể qua chỗ rách của đĩa đệm thoát vị ra ngoài chui vào ống sống, chèn ép rễ thần kinh gây đau cột sống. Khi đĩa đệm nào đó bị rách hoặc đứt, những chất dạng gel bên trong nó sẽ tràn ra ngoài. Hiện tượng này được gọi là thoát vị nhân tủy - hay thoát vị đĩa đệm. 

Có nhiều nguyên nhân gây nên thoát vị đĩa đệm cột sống. Một số nguyên nhân chủ yếu gồm.:
- Nguyên nhân phổ biến là tư thế sai trong lao động, vận động và hoạt động. Cơn đau thường xuất hiện khi ta nhấc vật nặng ở tư thế không phù hợp. Tư thế lao động, tư thế ngồi, mang vác nặng sai cách đặc biệt hay gặp nhất là việc bê vác vật nặng. Ví dụ: Thay vì ngồi xuống bê vật rồi từ từ đứng lên, nhiều người có thói quen đứng rồi cúi xuống, nhấc vật nặng lên. Việc mang vác nặng sai tư thế này dễ gây chấn thương đốt sống lưng, thoát vị đĩa đệm. Không chỉ bê vác nặng, mà nhiều thói quen sinh hoạt hàng ngày cũng ảnh hưởng xấu tới xương khớp như tư thế ngồi gây cong vẹo cột sống, tập thể dục không đúng cách gây thoái hoá khớp, trật khớp
- Nguyên nhân do thoái hoá tự nhiên: Tuổi tác và các bệnh lý cột sống bẩm sinh hay mắc phải như gai đôi cột sống, gù vẹo, thoái hóa cột sống cũng là các yếu tố thuận lợi để gây bệnh. Những người ở độ tuổi từ 30 đến 50 là có nguy cơ bị thoát vị cao nhất do những thành phần nước và đàn hồi bên trong nhân tủy sẽ giảm đi theo tuổi.[2] Những người trên 30 tuổi, đĩa đệm thường không còn mềm mại, nhân nhày có thể bị khô, vòng sụn bên ngoài xơ hóa, rạn nứt và có thể rách. Trên cơ sở đó nếu có một lực tác động mạnh vào cột sống (chấn thương, gắng sức...), nhân nhày có thể qua chỗ rách của đĩa đệm thoát vị ra ngoài chui vào ống sống, chèn ép rễ thần kinh gây đau cột sống.[1]
- Nguyên nhân do bị tai nạn hay các chấn thương cột sống.
- Nguyên nhân do béo phì hoặc bệnh lý bẩm sinh: Những người thừa cân béo phì sẽ có nguy cơ bị thoát vị đĩa đệm cao hơn bình thường, do cột sống phải gồng lên để gánh một trọng lượng cơ thể lớn. Ngoài ra, những bệnh lý bẩm sinh từ nhỏ như hẹp ống sống, thoát vị nhân tủy,... cũng làm tăng nguy cơ mắc thoát vị đĩa đệm ở nhiều người.
- Tổn thương đĩa đệm cũng có thể do nguyên nhân di truyền. Nếu bố mẹ có đĩa đệm yếu do bất thường về cấu trúc thì con cái cũng dễ bị thoát vị đĩa đệm.

## Hậu quả
Thoát vị đĩa đệm cột sống là một bệnh khá thường gặp, có thể để lại nhiều hậu quả, ảnh hưởng đến cuộc sống và sinh hoạt của người bệnh. Khả năng vận động của bệnh nhân bị giảm sút rõ rệt. Bệnh nhân rất khó thực hiện các động tác cột sống như cúi ngửa, nghiêng xoay. Khi rễ thần thần kinh bị tổn thương thì bệnh nhân khó vận động các chi.
Nếu tổn thương thần kinh cánh tay thì bệnh nhân không thể nhấc tay hay khó gấp, duỗi cánh tay, khả năng lao động và sinh hoạt bị ảnh hưởng nghiêm trọng. Nếu tổn thương thần kinh tọa thì bệnh nhân có thể không nhấc được gót hay mũi chân. Dần dần xuất hiện teo cơ chân bên tổn thương. Khi bệnh nặng người bệnh thấy chân tê bì, mất cảm giác ở chân đau hay đại, tiểu tiện không kiểm soát được, rối loạn vận động hoặc thậm chí liệt nửa người bên dưới.
Thoát vị đĩa đệm có thể để lại những hậu quả và những biến chứng nguy hiểm cho người bệnh. 
- Bệnh nhân có thể bị tàn phế suốt đời do bị liệt trong trường hợp đĩa đệm thoát vị chèn ép tuỷ cổ. Khi bị chèn ép các dây thần kinh vùng thắt lưng cùng, bệnh nhân có thể bị chứng đại tiểu tiện không tự chủ do rối loạn cơ tròn.
- Bệnh nhân bị teo cơ các chi nhanh chóng, khiến sinh hoạt bị ảnh hưởng nghiêm trọng, thậm chí mất khả năng lao động. Tất cả các biến chứng đó ảnh hưởng lớn đến chất lượng cuộc sống của người bệnh, chưa kể những tốn kém do chi phí điều trị.

Ngoài ra thoát vị đĩa đệm còn có thể gây là một số bệnh khác như:
Đau rễ thần kinh phản ánh một quá trình tổn thương kích thích rễ thần kinh do chèn ép cơ học, xuất hiện sau giai đoạn đau thắt lưng cục bộ, đau tăng lên khi đi lại, đứng lâu, ngồi lâu. Đau dữ dội mạnh lên khi ho, hắt hơi, rặn đại tiện. Nằm nghỉ tại giường lại giảm đau nhanh chóng. Đó là kiểu đau mang tính chất cơ học, thường gặp trong cơ chế xung đột giữa đĩa đệm với rễ thần kinh do thoát vị đĩa đệm. Rối loạn cảm giác thường gặp là giảm cảm giác nông (nóng, lạnh, xúc giác) ở những khu vực khoang da tương ứng với rễ thần kinh bị tổn thương. Đây là biểu hiện mức độ tổn thương sâu sắc của rễ thần kinh.
Hội chứng đau khập khễnh cách hồi: Là một dạng đau rễ thần kinh ngắt quãng, nó xuất hiện khi đi được một đoạn làm bệnh nhân phải dừng lại để nghỉ. Khi đi tiếp một đoạn nữa, đau lại xuất hiện, buộc bệnh nhân phải nằm nghỉ.
Rối loạn vận động: bại và liệt cơ ở hai chân do rễ thần kinh chi phối bao gồm rối loạn cơ thắt: trong tổn thương các rễ vùng xương cùng có biểu hiện lúc đầu bí tiểu sau đái dầm dề, luôn luôn có nước tiểu chảy rỉ ra một cách thụ động do liệt cơ thắt kiểu ngoại vi không giữ được nước tiểu.
Hội chứng đuôi ngựa với biểu hiện gồm đau một cách dữ dội, người bệnh không thể chịu nổi, đòi hỏi cấp cứu về thần kinh. Đau lại kèm theo liệt cơ, mất cảm giác, rối loạn cảm giác… Trường hợp chứng đuôi ngựa dưới có thể rối loạn cơ thắt kiểu ngoại vi, rối loạn cảm giác vùng đáy chậu, không có liệt hoặc chỉ liệt một số động tác của bàn chân. Đối với trường hợp hội chứng đuôi ngựa giữa thì có triệu chứng liệt gấp cẳng chân, liệt các động tác của bàn chân và ngón chân, mất cảm giác toàn bộ ngón chân; mất cảm giác toàn bộ cẳng chân, bàn chân, mặt sau đùi và mông; rối loạn cơ thắt kiểu ngoại vi.

## Phòng trị

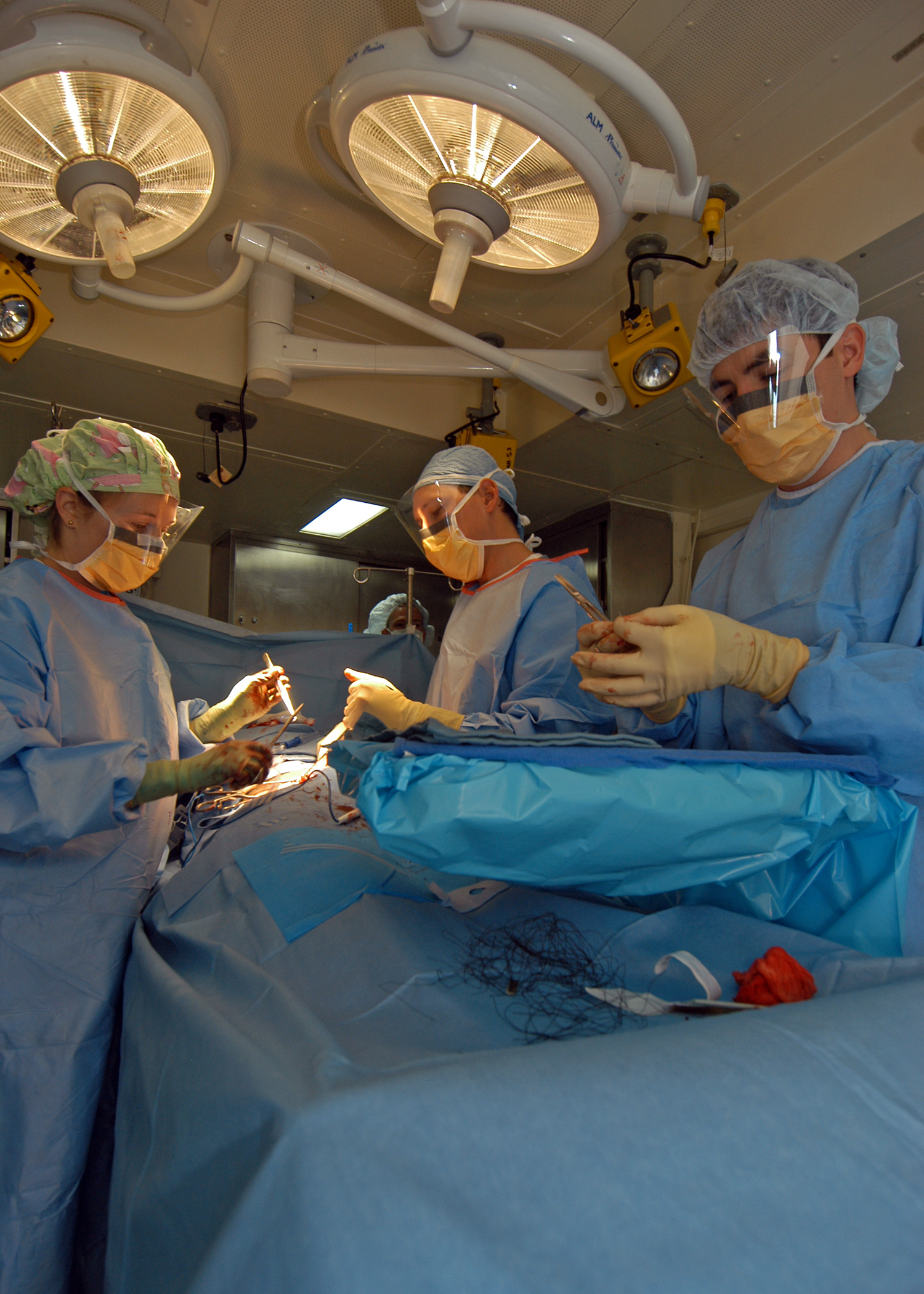
Phẫu thuật để trị thoát vị đĩa đệm

Để điều trị thoát vị đĩa đệm cần lưu ý đến chế độ vận động. Trong giai đoạn cấp tính, nằm nghỉ tại giường là nguyên tắc quan trọng đầu tiên. Tư thế nằm ngửa trên ván cứng, có đệm ở vùng kheo làm co nhẹ khớp gối và khớp háng. Thực hiện điều trị vật lý và các liệu pháp phản xạ: bao gồm phương pháp nhiệt như chườm nóng (túi nước, muối rang, cám rang, lá lốt, lá ngải cứu nóng); dùng các dòng điện tại khoa vật lý trị liệu, điều trị bằng laser; châm cứu. Ngoài ra bệnh nhân có thể dùng các loại thuốc chống viêm, giảm đau, giãn cơ, an thần, trấn tĩnh thần kinh và vitamin nhóm B liều cao (B1, B6, B12).
Một biện pháp điều trị quan trọng là thông qua sự can thiệp của biện pháp phẫu thuật. Trong đó phẫu thuật tự động qua da là phương pháp chữa thoát vị đĩa đệm mới, hiệu quả, an toàn và không để lại biến chứng.
. Riêng đối vơi thoát vị đĩa đệm là trường hợp đĩa đệm bị thoái hóa và vỡ ra còn trong trường hợp thoát vị đĩa đệm do mất nước là tình trạng của đĩa đệm thoái hóa. Có đến trên 70% số trường hợp đĩa đệm mất nước và thoát vị mà không cần điều trị. Chỉ định điều trị dựa trên những gì mà khối thoát vị của đĩa đệm gây ra như đau, tê, yếu, liệt, mất chức năng.
Để phòng ngừa thoát vị đĩa đệm cần loại bỏ nguyên nhân gây bệnh, trong đó chú ý tư thế hợp lý trong lao động, vận động và hoạt động, đặc biệt là tư thế lao động, tư thế ngồi, mang vác nặng. Khi bê vác vật nặng nên ngồi xuống bê vật rồi từ từ đứng lên, tránh thói quen đứng rồi cúi xuống, nhấc vật nặng lên, tập thể dục đúng cách gây..

## Chế độ dinh dưỡng
Dinh dưỡng có vai trò quan trọng trong việc phòng và hỗ trợ điều trị thoát vị đĩa đệm một cách tự nhiên. Biết và cân đối hàm lượng các chất trong chế độ ăn hàng ngày sẽ giúp người bệnh đẩy lùi quá trình loãng xương, thoái hóa ở các đốt sống. Qua đó hạn chế khả năng đĩa đệm bị thoát vị do sụt giảm nhân nhầy gây ra ma sát giữa các đốt sống.
Người bệnh thoát vị nên ăn các thực phẩm giàu calci có nguồn gốc từ sữa, rau củ quả có màu xanh đậm. Bên cạnh đó với những bệnh nhân thoát vị đĩa đệm cột sống thắt lưng nên bổ sung đầy đủ các loại vitamin nhóm C, D, E, K và magnesi. Những dưỡng chất thiết yếu này sẽ giúp gia tăng sự chắc khỏe của sụn khớp, chống viêm, đẩy nhanh quá trình hấp thụ calci. Các vitamin này có nhiều trong các loại ngũ cốc, hạt đậu, đỗ tương.
Ngoài ra các chất không thể thiếu trong tháp dinh dưỡng bổ sung của những người bị thoát vị đĩa đệm không thể không kể đến là glucosamine, chondroitin (giúp thúc đẩy quá trình tái tạo sụn khớp) có nhiều trong nước hầm xương, sụn sườn động vật. Omega 3 (giúp chống viêm, giảm đau do ma xát và va chạm cột sống) có nhiều trong các loại cá như cá hồi, cá ngừ.
Bên cạnh các thực phẩm nên bổ sung thì bệnh nhân thoát vị đĩa đệm cùng cần tránh một số loại thức ăn và đồ uống không tốt, ảnh hưởng xấu tới cấu trúc cột sống và sức khỏe nói chung bao gồm:
Thịt bò và da gà (dễ gây teo cơ)
Nội tạng động vật (chứa nhiều hàm lượng purin dễ gây rối loạn cấu trúc cột sống, giảm tính đàn hồi)
Hạn chế sử dụng rượu, bia và các chất kích thích (những chất dễ đào thải hàm lượng calci của cơ thể ra bên ngoài)